# Maria Amandina di Schakkebroek
Suor Maria Amandina, detta di Schakkebroek, al secolo  Pauline Jeuris (Herk-la-Ville, 28 dicembre 1872 – Taiyuan, 9 luglio 1900), è stata una religiosa e missionaria belga.
Martirizzata in Cina durante la rivolta dei boxer, fu beatificata il 24 novembre 1946 da papa Pio XII e proclamata santa da San Giovanni Paolo II il 1º ottobre 2000.

## Biografia

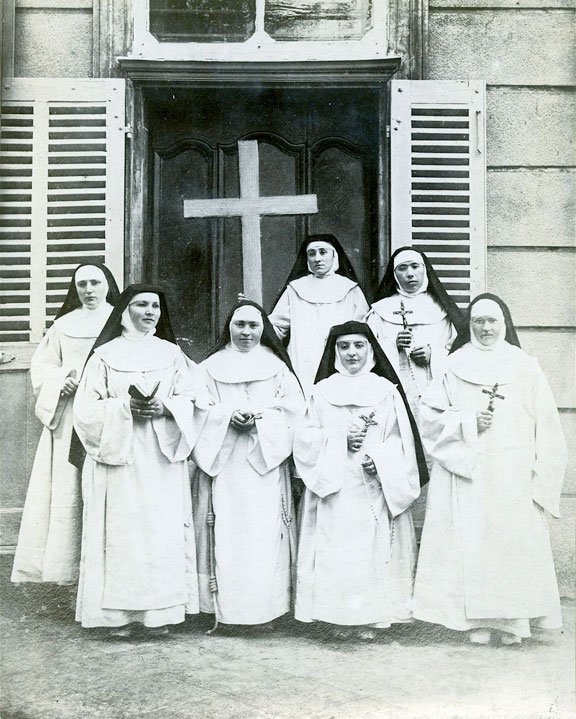
Sant'Amandina con le consorelle, 1898 circa.

Nacque nel villaggio di Schakkebroek parte del comune di Herk-de-Stad, allora chiamata ufficialmente col nome francese di Herk-la-Ville, nel Limburgo belga. Era la settima di otto figli dei coniugi Cornelius Jeurus ed Agnèse Thijs, persone di fede ed agiati agricoltori.
Orfana di madre a sette anni, fu affidata agli zii e frequentò l'istituto delle Orsoline di Schakkebroek, quindi le Figlie della Carità a Gand, dove si era fatta suora la sorella più grande, Maria.
Tuttavia maturò la sua vocazione in un'altra congregazione: le Francescane missionarie di Maria, dov'era entrata l'altra sorella Rosalie (e dove poi entrerà anche la sorella minore Mathilde), in cui prese i voti il 13 dicembre 1896. Dopo il noviziato ad Anversa, fece pratica di infermiera a Marsiglia, per poi essere inviata come missionaria in Cina, nel vicariato apostolico dello Shānxī settentrionale, ad occuparsi dell'orfanotrofio femminile. All'epoca il vicariato aveva circa 15.000 cristiani e 3.000 catecumeni, pari al 5% della popolazione, un numero in forte crescita. Era retto dai vescovi Gregorio Maria Grassi, vicario apostolico, e Francesco Fogolla come coadiutore. 

Localizzazione sulla carta della Cina.

Suor Amandina arrivò a Taiyuan il 4 maggio 1899 con altre 6 consorelle ed ebbe subito il compito dell’ambulatorio e del dispensario, attivati in attesa dell’ospedale progettato. Per il suo atteggiamento allegro era chiamata dai locali

### Il martirio
Alla fine del XIX secolo, la situazione si deteriorò rapidamente a causa di calamità naturali e problemi internazionali, che generavano sentimenti xenofobi; scoppiata la rivolta dei Boxer contro gli europei in generale e contro i cristiani che venivano assimilati ai primi, tanto i vescovi che le suore rifiutarono di lasciare la loro missione.
Arrivati i boxer nel vicariato, espulsero le orfane dalla struttura, arrestarono la comunità cattolica (come anche quella protestante) e quattro giorni dopo, il 9 luglio, giustiziarono tutti: le sette suore, i due vescovi, due sacerdoti, un frate e quattordici laici cinesi. Suor Amandina fu tra le ultime ad essere uccisa: dopo aver cantato un Te Deum con le consorelle fu decapitata. Aveva 27 anni.

## Culto ed eredità
Suor Amandina è stata beatificata il 24 novembre 1946, insieme con altri 28 francescani e francescane martirizzati in Cina; è stata poi proclamata santa il 1º ottobre 2000 da san Giovanni Paolo II col gruppo dei 120 martiri cinesi. La sua festa canonica è stata fissata al 9 luglio, il giorno del martirio.

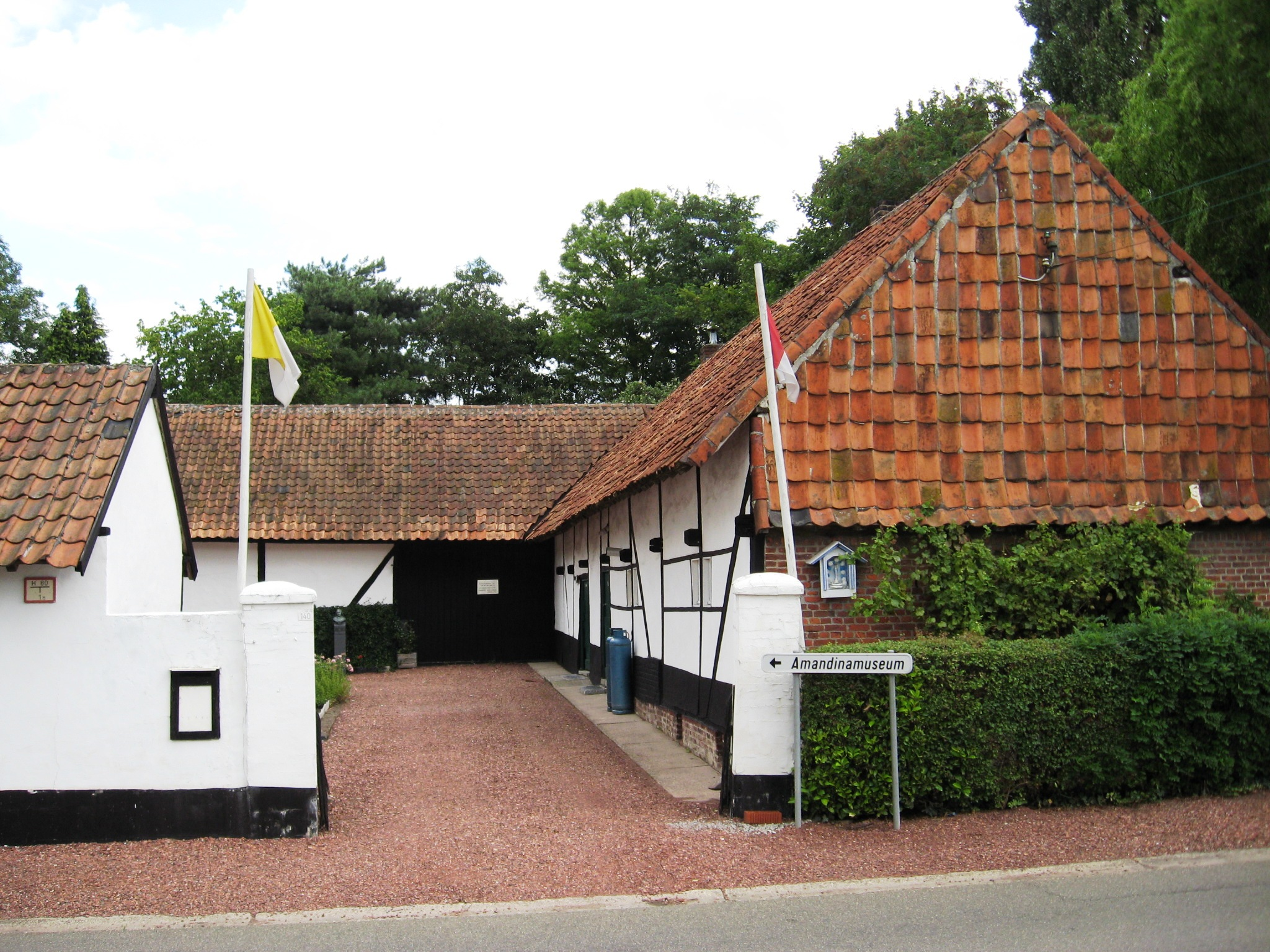
Il museo di Sant'Amandina in una tipica casa colonica della regione

La sua casa natale a Schakkebroek, fattoria originale "splendidamente conservata", è diventata il museo Sant'Amandina. 
All'interno, il fienile è stato trasformato nella cappella cinese. 

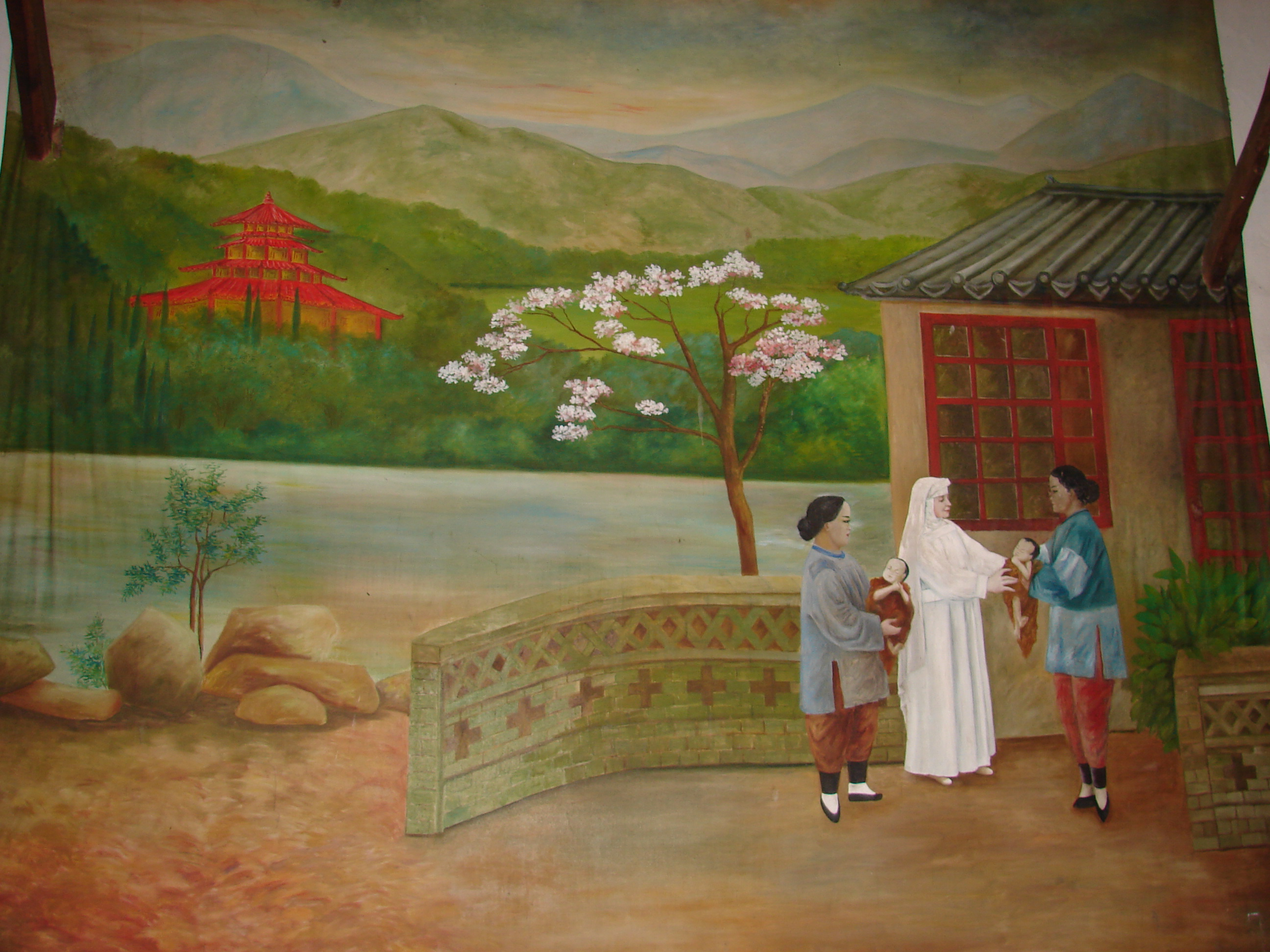
Sant'Amandina nella sua missione di Taiyuan, in Cina. Dipinto nel coro della cappella cinese del museo Sant'Amandina a Herk-de-Stad, in Belgio.

Il sito è un monumento protetto ed anche la strada è stata intitolata a lei.